# Grazer AK
Grazer Athletik Klub (kortweg Grazer AK of GAK) is een sportvereniging in Graz, Oostenrijk. Er worden vier sporten beoefend: voetbal, tennis, basketbal en schoonspringen. De voetbalclub is hiervan bekendst. Grazer AK werd op 18 augustus 1902 opgericht. De kleuren van de club zijn rood en wit.
In het seizoen 2006-2007 kwam de club in financiële problemen en kreeg het aanvankelijk zes strafpunten, omdat er niet langer geldboetes konden worden uitgedeeld. Op 26 maart 2007 kreeg de voetbalclub nog eens 22 punten in mindering. Dit bracht het totaal op 28 strafpunten, waardoor de club een negatief puntentotaal kreeg met een achterstand van aanvankelijk 19 punten op Sturm Graz, dat ten tijde van de puntenaftrek een-na-laatste stond. De club probeerde aanvankelijk nog via de burgerrechter de puntenaftrek ongedaan te maken, maar accepteerde op 11 april 2007 alsnog de schikking en vroeg een licentie aan voor de 1. Liga, maar deze werd afgewezen, waardoor ze in het seizoen 2007/08 op het derde niveau moesten spelen.
De voetbalclub die onderdeel was van Grazer AK werd in 2012 opgeheven en ging verder onder de naam Grazer Allgemeiner Club für Fußball (GAC). Deze vereniging, die uitkomt in een van de Oostenrijkse amateurcompetities, werd in 2014 weer onderdeel van Grazer AK. In het seizoen 2017/2018 promoveerde GAK naar de Regionalliga en zou daarna meteen doorstoten naar de 2. Liga, waarbij men weer is aangesloten bij de Oostenrijkse profclubs. Hoewel op termijn de Bundesliga bereikt zou moeten worden, werd GAK in 2019/2020 voor degradatie uit de 2. Liga bewaard. Het eindigde als vijftiende, normaal gesproken een directe degradatieplaats, maar door de coronacrisis hoefden er geen clubs te degraderen.
In het seizoen 2023/24 wist de voetbalploeg eerste te eindigen in de 2. Liga, waardoor ze voor het eerst in 17 jaar weer in de Bundesliga speelden.

## Erelijst
- Landskampioen (1x)

2004
- Beker van Oostenrijk (4x)

1981, 2000, 2002, 2004
- Supercup (2x)

2000, 2002
- 2. Liga (1x)

2024
- Oostenrijks amateurkampioen (3x)

1929, 1932, 1933
- Kampioen van Stiermarken (10x)

1922, 1924, 1926, 1927, 1928, 1929, 1930, 1931, 1932, 1933
- Beker van Stiermarken (officieus, 1x)

1922

## Overzichtslijsten

### Eindklasseringen vanaf 1950
- 1950 3e
2. Liga
- 1951 2e
2. Liga
- 1952 6e
Bundesliga
- 1953 7e
Bundesliga
- 1954 4e
Bundesliga
- 1955 8e
Bundesliga
- 1956 7e
Bundesliga
- 1957 6e
Bundesliga
- 1958 5e
Bundesliga
- 1959 7e
Bundesliga
- 1960 10e
Bundesliga
- 1961 5e
Bundesliga
- 1962 7e
Bundesliga
- 1963 9e
Bundesliga
- 1964 6e
Bundesliga
- 1965 10e
Bundesliga
- 1966 10e
Bundesliga
- 1967 9e
Bundesliga
- 1968 6e
Bundesliga
- 1969 10e
Bundesliga
- 1970 13e
Bundesliga
- 1971 11e
Bundesliga
- 1972 8e
Bundesliga
- 1973 3e
Bundesliga
- 1974 12e
Bundesliga
- 1975 1e
2. Liga
- 1976 9e
Bundesliga
- 1977 8e
Bundesliga
- 1978 6e
Bundesliga
- 1979 9e
Bundesliga
- 1980 4e
Bundesliga
- 1981 5e
Bundesliga
- 1982 3e
Bundesliga
- 1983 7e
Bundesliga
- 1984 8e
Bundesliga
- 1985 10e
Bundesliga
- 1986 6e
Bundesliga
- 1987 11e
Bundesliga
- 1988 7e
Bundesliga
- 1989 7e
Bundesliga
- 1990 12e
Bundesliga
- 1991 5e
2. Liga
- 1992 2e
2. Liga
- 1993 1e
2. Liga
- 1994 3e
2. Liga
- 1995 1e
2. Liga
- 1996 4e
Bundesliga
- 1997 5e
Bundesliga
- 1998 3e
Bundesliga
- 1999 3e
Bundesliga
- 2000 7e
Bundesliga
- 2001 3e
Bundesliga
- 2002 3e
Bundesliga
- 2003 2e
Bundesliga
- 2004 1e
Bundesliga
- 2005 2e
Bundesliga
- 2006 6e
Bundesliga
- 2007 10e
Bundesliga
- 2008 3e
Regionalliga
- 2009 2e
Regionalliga
- 2010 5e
Regionalliga
- 2011 3e
Regionalliga
- 2012 1e
Regionalliga
- 2013 16e
Regionalliga
- 2014 1e
n8
- 2015 1e
n7
- 2016 1e
n6
- 2017 1e
n5
- 2018 1e
Landesliga
- 2019 1e
Regionalliga
- 2020 15e
2. Liga
- 2021 6e
2. Liga
- 2022 7e
2. Liga
- 2023 2e
2. Liga
- 2024 1e
2. Liga
- 2025 10e
Bundesliga

- Bundesliga
- 2. Liga
- Regionalliga
- Landesliga
- n5
- n8
- n7
- n6

De 2. Liga stond tot en met 2018 als Erste Liga bekend.

### In Europa
Grazer AK speelt sinds 1962 in diverse Europese competities. Hieronder staan de competities en in welke seizoenen de club deelnam:
- Champions League (3x)

2002/03, 2003/04, 2004/05
- Europacup II (3x)

1962/63, 1968/69, 1981/82
- UEFA Cup (11x)

1973/74, 1982/83, 1996/97, 1998/99, 1999/00, 2000/01, 2001/02, 2002/03, 2003/04, 2004/05, 2005/06
- Intertoto Cup (1x)

1997
- Jaarbeursstedenbeker (1x)

1964/65
- Mitropacup (1x)

1971

## Derby met Sturm Graz[1]
voor het laatst bijgewerkt op 9 maart 2025. De derby's tussen 1911 en 1957 worden om de een of andere reden niet meegeteld
| Winst | Gelijk | Verlies |
| ----- | ------ | ------- |
| 41    | 41     | 49      |

## Bekende (oud-)spelers
- Ross Aloisi
- Aleš Čeh
- Michaël Goossens
- Gordon Igesund
- Ľubomír Luhový
- James Obiorah
- Daniel Kimoni
- Roland Kollmann

De navolgende voetballers kwamen als speler van Grazer AK uit voor een vertegenwoordigend Europees A-elftal. Tot op heden is Aleš Čeh degene met de meeste interlands achter zijn naam. Hij kwam als speler van Grazer AK in totaal 74 keer uit voor het Sloveense nationale elftal.
| Naam                | Van        | Tot        | Totaal | Nationaal elftal      |
| ------------------- | ---------- | ---------- | ------ | --------------------- |
| Roland Kollmann     | 26.03.2003 | 09.02.2005 | 11     | Oostenrijk            |
| Walter Koleznik     | 13.10.1963 | 19.05.1968 | 6      | Oostenrijk            |
| Mario Tokić         | 10.11.2001 | 30.03.2005 | 14     | Kroatië               |
| Péter Halmosi       | 21.08.2002 | 21.08.2002 | 1      | Hongarije             |
| Josef Stering       | 27.04.1969 | 04.09.1971 | 3      | Oostenrijk            |
| Gerhard Steinkogler | 26.09.1979 | 17.10.1979 | 2      | Oostenrijk            |
| Rudolf Steinbauer   | 20.11.1985 | 14.05.1986 | 2      | Oostenrijk            |
| Ilčo Naumovski      | 09.02.2003 | 10.09.2003 | 8      | Macedonië             |
| Matjaž Kek          | 18.11.1992 | 18.11.1992 | 1      | Slovenië              |
| Joachim Standfest   | 11.10.2003 | 15.11.2006 | 16     | Oostenrijk            |
| Mario Zuenelli      | 04.06.1980 | 24.09.1980 | 2      | Oostenrijk            |
| Alen Škoro          | 11.10.2006 | 11.10.2006 | 1      | Bosnië en Herzegovina |
| Libor Sionko        | 31.03.2004 | 31.03.2004 | 1      | Tsjechië              |
| Gernot Sick         | 04.09.2004 | 13.10.2004 | 2      | Oostenrijk            |
| Andreas Schranz     | 28.04.2004 | 06.09.2006 | 6      | Oostenrijk            |
| Eduard Abazi        | 09.09.1992 | 17.02.1993 | 2      | Albanië               |
| Zlatko Junuzović    | 01.03.2006 | 15.11.2006 | 4      | Oostenrijk            |
| Herfried Sabitzer   | 31.08.1996 | 18.03.1997 | 2      | Oostenrijk            |
| Johannes Jank       | 13.10.1963 | 13.10.1963 | 1      | Oostenrijk            |
| Wilhelm Huberts     | 24.05.1959 | 27.03.1960 | 4      | Oostenrijk            |
| Gerfried Hodschar   | 06.09.1967 | 01.05.1968 | 2      | Oostenrijk            |
| Mario Hieblinger    | 03.09.2005 | 07.09.2005 | 2      | Oostenrijk            |
| Ralph Hasenhüttl    | 17.05.1988 | 17.05.1988 | 1      | Oostenrijk            |
| Dieter Ramusch      | 16.08.1995 | 11.10.1997 | 7      | Oostenrijk            |
| Paul Halla          | 23.11.1952 | 25.03.1953 | 2      | Oostenrijk            |
| Stefán Gíslason     | 08.01.2002 | 10.01.2002 | 2      | IJsland               |
| Stefan Kölly        | 22.06.1952 | 22.06.1952 | 1      | Oostenrijk            |
| Emanuel Pogatetz    | 20.08.2003 | 09.02.2005 | 10     | Oostenrijk            |
| Gernot Fraydl       | 27.05.1961 | 11.06.1961 | 2      | Oostenrijk            |
| Kurt Eigenstiller   | 11.04.1954 | 11.04.1954 | 1      | Oostenrijk            |
| Anton Ehmann        | 20.11.2002 | 03.09.2005 | 13     | Oostenrijk            |
| Herbert Ninaus      | 14.09.1958 | 05.10.1958 | 2      | Oostenrijk            |
| Matthias Dollinger  | 06.09.2003 | 09.02.2005 | 6      | Oostenrijk            |
| Željko Milinovič    | 16.08.2000 | 11.10.2000 | 4      | Slovenië              |
| Boban Dmitrović     | 02.06.2001 | 07.06.2003 | 13     | Servië en Montenegro  |
| Aleš Čeh            | 13.10.1993 | 12.06.2002 | 72     | Slovenië              |
| Ronald Brunmayr     | 16.08.2000 | 30.04.2003 | 8      | Oostenrijk            |
| Imants Bleidelis    | 08.02.2005 | 07.09.2005 | 8      | Letland               |
| Mario Bazina        | 21.08.2002 | 21.08.2002 | 1      | Kroatië               |
| René Aufhauser      | 27.03.2002 | 30.03.2005 | 25     | Oostenrijk            |
| Martin Amerhauser   | 23.02.2000 | 07.09.2005 | 6      | Oostenrijk            |
| Andreas Lipa        | 26.04.2000 | 26.04.2000 | 1      | Oostenrijk            |

## Bekende voormalige hoofdtrainers
- Ante Šimundža
- Aleš Čeh
- Peter Stöger
- Walter Schachner
- Thijs Libregts
- Klaus Augenthaler